# Калюбия
Калюбия (на арабски: القليوبية) е област (мухафаза) в Северен Египет, разположена в горната част на делтата на река Нил. Граничи с областите Гарбия и Дакахлия на север, Шаркия на изток, Кайро и Гиза на юг и Минуфия на запад. Административен център е град Банха.